# 張美惠 (1949年)
張美惠（1949年—），臺灣小兒科醫師暨醫學學者，中央研究院院士，臺灣兒科醫學會首位女性理事長，曾任世界小兒胃腸肝膽營養學聯盟（英語：Federation of International Societies of Pediatric Gastroenterology, Hepatology, and Nutrition，簡稱為 FISPGHAN）的主席。主要研究領域為小兒科，以兒童肝癌的貢獻著稱。張美惠在臺大小兒科擔任醫師時創立小兒肝膽腸胃科，率先將超音波應用於腹部診察之上，開啟了小兒超音波檢查的先河。張美惠更首創嬰兒大便卡，建立全世界第一個全國膽道閉鎖篩檢系統並廣為宣導，幫助為人父母及醫護人員能為新生兒的健康把關。

## 生平
張美惠生於臺北市，在襁褓時即喪父，由母親及祖母一手撫養長大，一生受母親的影響最深，人生中幾個重要的抉擇皆出自於母親的推力。就讀中學時喜歡實驗及研究的張美惠受瑪麗·居禮啟發，原本計劃就讀化學系，但在母親及習醫的親友遊說下，她在北一女畢業後，以保送生資格進入臺大醫學院醫學系就讀。

## 成就與貢獻
創立小兒肝膽腸胃科
在擔任住院醫師之初，張美惠見兒童患者經超音波檢查獲得正確診斷及治療，而對該技術產生濃厚興趣，在戒嚴時期，仍勇敢自費赴日順天堂大學研讀超音波技術。1975年，張美惠率先廣泛在臺大小兒科為兒童患者進行腹部超音波檢查。1978年，開始替兒童患者進行內視鏡檢查，並建立嬰幼兒小腸切片及大腸切片檢查。1979 年，在指導教授鼓勵下，張美惠由腸胃科醫師轉任小兒胃膽科醫師，當時臺灣尚無此一次專科，張美惠遂成為該領域的先驅；在臺大小兒科擔任主治醫師期間，孜孜不倦的張美惠為學習新的技術，曾赴美留學一年。
投身兒童肝癌研究，推行新生兒施打 B 肝疫苗，以達間接預防兒童肝癌之效
張美惠原先研究領域為消化道，後來因接觸到不少家族性的兒童肝癌個案，為免更多遺憾的張美惠開始了兒童肝癌防治研究之路。在她的觀察與研究下發現，台灣許多幼兒從小就帶有 B 肝，甚至出生時已遭感染，後來發展為癌症患者的 B 肝帶原者皆有著 B 肝帶原的母親。在張美惠與其相關研究的學者及醫療工作者促成下，1984 年 7 月起，臺灣開始施行新生兒 B 肝預防注射政策，其研究團隊後證實兒童與青少年的慢性 B 型肝炎病毒慢性感染率由原來的 10-20 %降低至原來的 1/10，也就是 1% 左右；同時也證明兒童及青少年的肝細胞癌發生率已下降為原來的 1/3，台灣目前 27 歲以下的民眾帶原者僅 1%，此一研究成果更登上醫學期刊《新英格蘭醫學雜誌（英語：The New England Journal of Medicine，簡稱為 NEJM）》，張美惠所建立的肝炎血清庫持續追蹤研究，長達 20~30 年以上。她帶領的研究團隊也透過老鼠發現新的肝癌致癌基因位在男性 Y 染色體上，替肝癌為何好發在男性甚至男童找到了解答。
首創嬰兒大便卡，建立全世界第一個全國膽道閉鎖篩檢系統
2002 年起，國健署幫助下，張美惠先在各大醫院推廣大便卡，教育醫護及家長如何辨識，2004 年起嬰兒大便卡正式登上兒童健康手冊。張美惠積極到醫院、衛生所、坐月子中心解說上課，因為她努力推動，1999 到 2000 年間，兒童膽道閉鎖三年原肝、無黃疸存活率為 31.5%，到 2003 年存活率已提高到 56.9%。因張美惠的不遺餘力推廣，2006 年，臺灣首創世界全國性嬰兒大便卡篩檢膽道閉鎖系統，連美國、加拿大都向臺灣「取經」，至 2015 年發現新生兒膽道閉鎖325人，透過大便卡篩檢出的有 300 人，檢出率高達 92%，嬰兒大便卡現已推廣至加拿大、美國、英國、瑞士及菲律賓等 13 國，雖然六色大便卡曾申請專利，但張美惠表示，只要國外醫療有需要，歡迎採用。
創建台灣第一個居家靜脈營養的照護模式
在美國洛杉磯加州大學留學期間，張美惠觀摩美國臨床對腸道病人的營養照護後，回到台灣便加以改良，創建了台灣第一個居家靜脈營養的照護模式。

## 獎項與榮譽
- ISI 國際論文引用獎 (ISI Citatation Classic Award，2001年)[2]
- 第三屆台灣傑出女科學家獎得主[10][11][12]
- 美國肝病學會（英语：American Association for the Study of Liver Diseases）傑出成就獎 (AASLD Distinguished Achievement Award，2017年)[13][14]
- 十大傑出女青年
- 衛生署三等獎章
- 教育部生物及醫農科學學術獎
- 台大醫學院優良教師
- 王民寧基金會醫藥研究成果對國民健康傑出貢獻獎
- 中央研究院院士
- 美國肝臟研究學會Fellow
- 臺大醫學院優良教師
- 世界科學院醫學科學獎The Academy of Sciences for the Developing World, TWAS
- 國民健康署第一屆健康促進貢獻獎
- 台灣大學講座教授
- 台灣大學教學優良獎
- 斐陶斐榮譽學會第19屆「傑出成就獎」
- 加拿大肝臟研究學會Sass Kortsak獎
- 第九屆（2021）台灣兒童醫療貢獻獎「終身貢獻獎」[15]

## 外部連結
- 人員編制- 張美惠 - ntuh.gov.tw
- 張美惠 - 院士基本資料查詢 - 中央研究院[永久]
- 張美惠教授專訪｜台大醫院 - INVESTIGATOR - WordPress.com （页面存档备份，存于）